# Louis-Marie Pilet
Pour les articles homonymes, voir Pilet.
Scènes principales
Orchestre de l'Opéra de Paris, Quatuor Charles Lamoureux
Louis-Marie Pilet est un violoncelliste français né le 8 février 1815 à La Guerche-de-Bretagne et mort le 13 novembre 1877 à Paris. 

## Biographie
Louis-Marie Pilet naît à La Guerche-de-Bretagne le 8 février 1815. Il étudie la musique dans la classe de Louis Norblin au Conservatoire de Paris où il obtient un deuxième prix en 1831 puis un premier prix en 1834. 
Il est violoncelliste des orchestres de Nantes, de Londres et, à Paris, des Concerts Valentino, Musard, du Théâtre italien puis de l'Opéra à partir de 1852.
Il fait partie, avec Édouard Colonne au deuxième violon et Pierre Adam à l'alto, du Quatuor Lamoureux.
Edgar Degas exécute son portrait, Le Violoncelliste Pilet, en 1868 et le représente dans L'Orchestre de l'Opéra, aux côtés du bassoniste Désiré Dihau, vers 1870. Les deux tableaux sont conservés au musée d'Orsay.

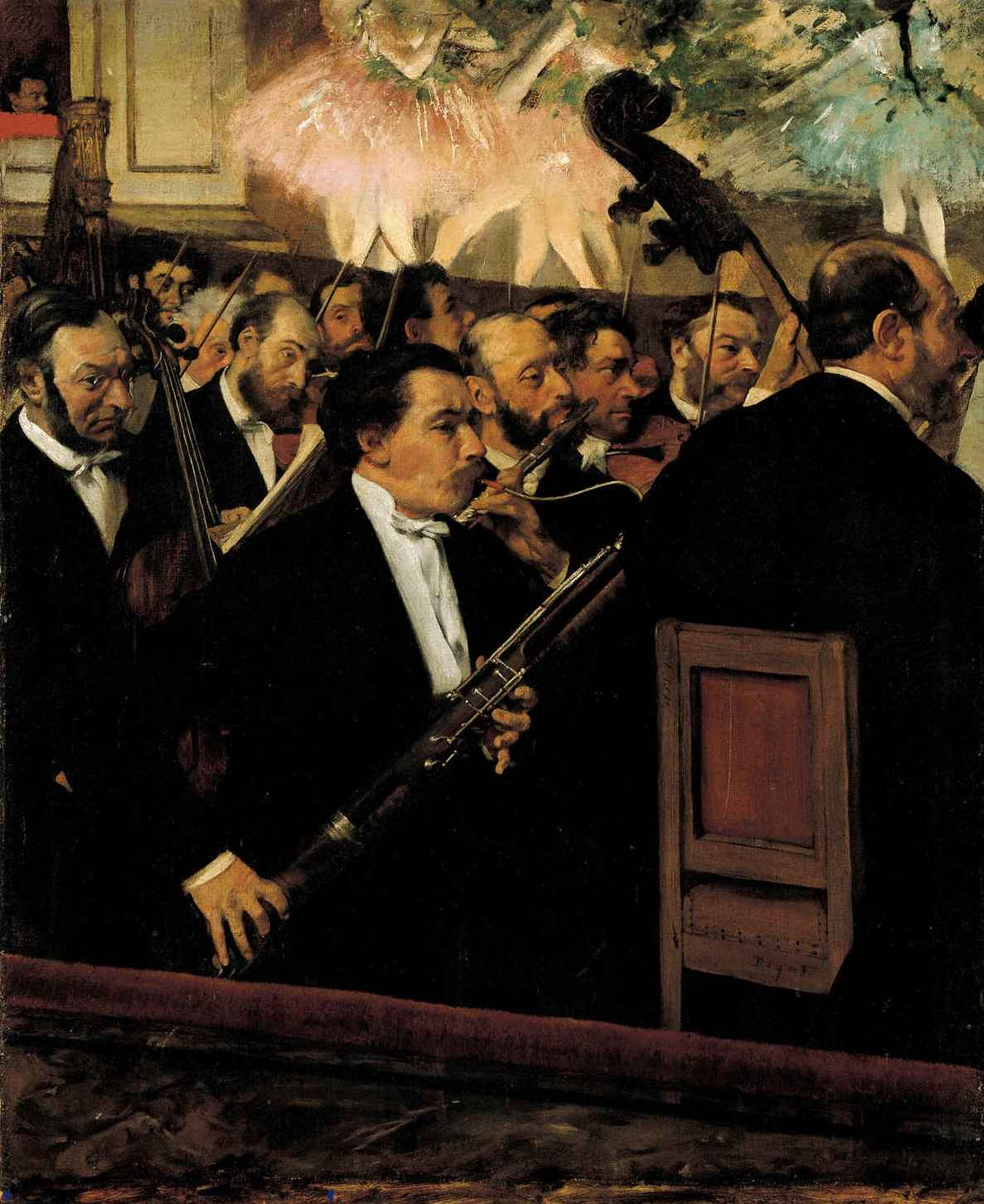
Edgar Degas, L'Orchestre de l'Opéra (Musée d'Orsay, 1868).

Il meurt à Paris le 13 novembre 1877. 